# Warszawskie Towarzystwo Akcyjne Wyrobu Piwa „Herman Jung”

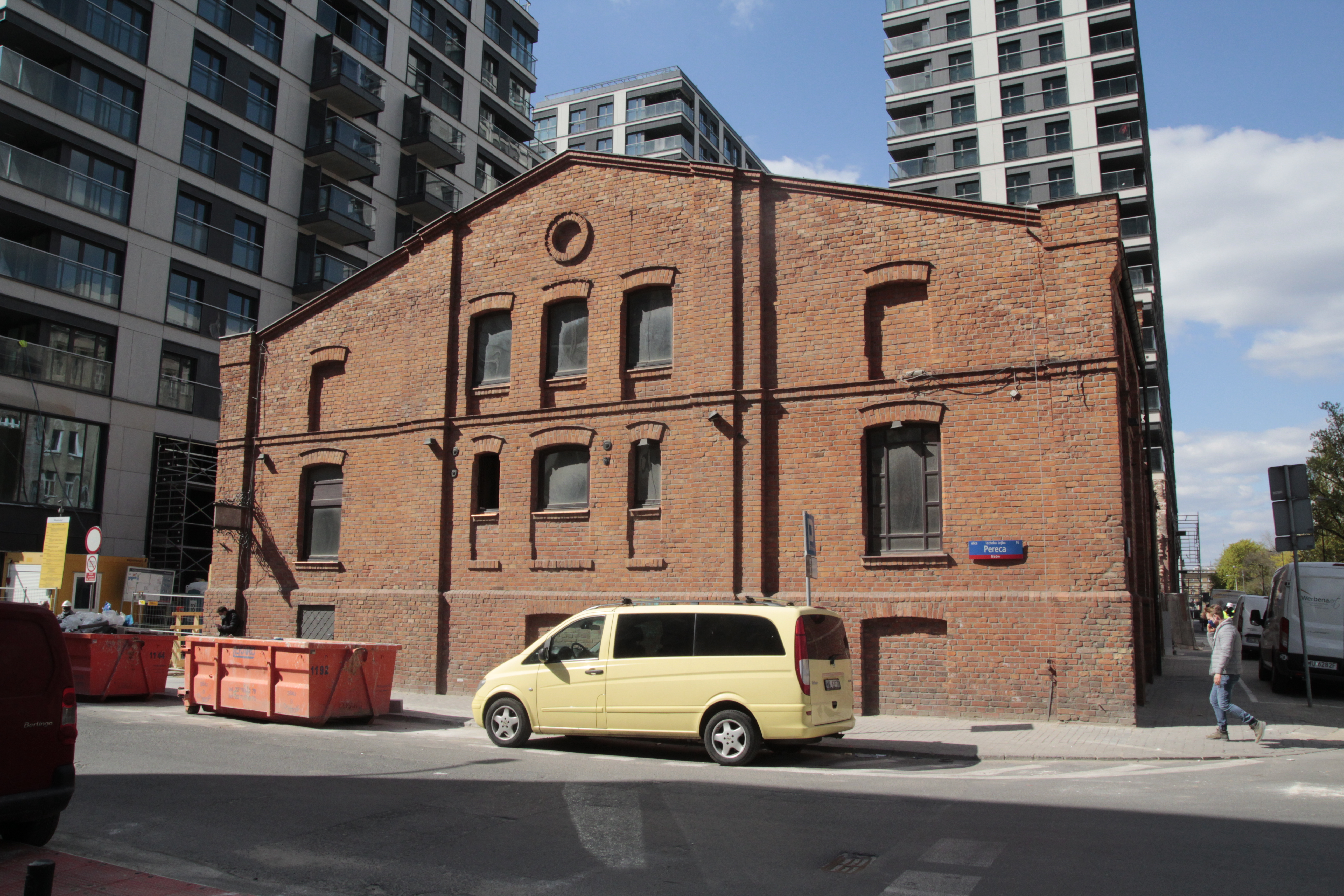
Die Giebelfassade der Waliców-Brauerei an der Pereca-Straße, im Jahr 2020 umgeben von der modernen Apartmenthaus-Bebauung

Die Warszawskie Towarzystwo Akcyjne Wyrobu Piwa „Herman Jung” (dt.: Warschauer Aktiengesellschaft für Bierproduktion „Herman Jung“) war ein bedeutendes Brauereiunternehmen im damals unter russischer Verwaltung stehenden Polen.

## Unternehmensgeschichte
Der deutschstämmige Beamtensohn Herman Jung (1818–1890) zog um 1840 aus dem niederschlesischen Schönbach (heute: Szymanowice in der Gmina Kostomłoty) nach Warschau. Nachdem er mehrere Jahre in verschiedenen Warschauer Brauereien gearbeitet hatte, übernahm er 1848 von Fryderyk Brzeziński eine kleine Brauerei in der Chłodna-Straße 51.

### Aufbau
Im Januar 1854 erwarb der Unternehmer auch die Brauerei von Jan Bogumił Kazimirus in der Grzybowska-Straße (heute: Waliców-Straße 9/11); an diesem Standort errichtete Jung anstelle der 1824 gebauten Gebäude eine moderne Brauereianlage. Im November desselben Jahres wurde Jung Miteigentümer der Brauerei von F. Bochenek, ab 1862 war er dort Alleineigentümer. Im Jahr 1867 und 1968 eröffnete er zwei weitere Brauereien: in der Ogrodowa-Straße und am Plac Trzech Krzyży. 1869 wurde er auch Eigentümer zweier Brauereien, die vorher von den Familien Naimski und Łącki betrieben worden waren. Außerdem pachtete er die Brauerei der Familie Osterlof in dem im Osten der Weichsel gelegenen Warschauer Vorort Grochów. Vermutlich von 1865 bis 1873 war Jung Ältester der Brauerversammlung.
Als Jung 1873 die Aktiengesellschaft Warszawskie Towarzystwo Akcyjne Wyrobu Piwa „Herman Jung” gründete, war diese das größte Brauerei-Unternehmen Polens. Weitere Gesellschafter waren der Kaufmann Ludwik Libas, der Bankier Józef Poznański, der Berliner Unternehmer Wilhelm Borchert junior und das Handelshaus Reichman i Wolf. Das Grundkapital betrug 1,3 Millionen Silberrubel. In den 1880er Jahren waren in den zur Gruppe gehörenden Brauereien bis zu 750 Menschen beschäftigt. Da das produzierte Bier bis in Lagerhäuser nach Brest, Kowel, Kiew und Odessa vertrieben wurde, unterhielt die Brauereigruppe eigene eisgekühlte Transportwagen. Bis in die 1890er Jahre war das Unternehmen der führende Bierproduzent in Warschau.

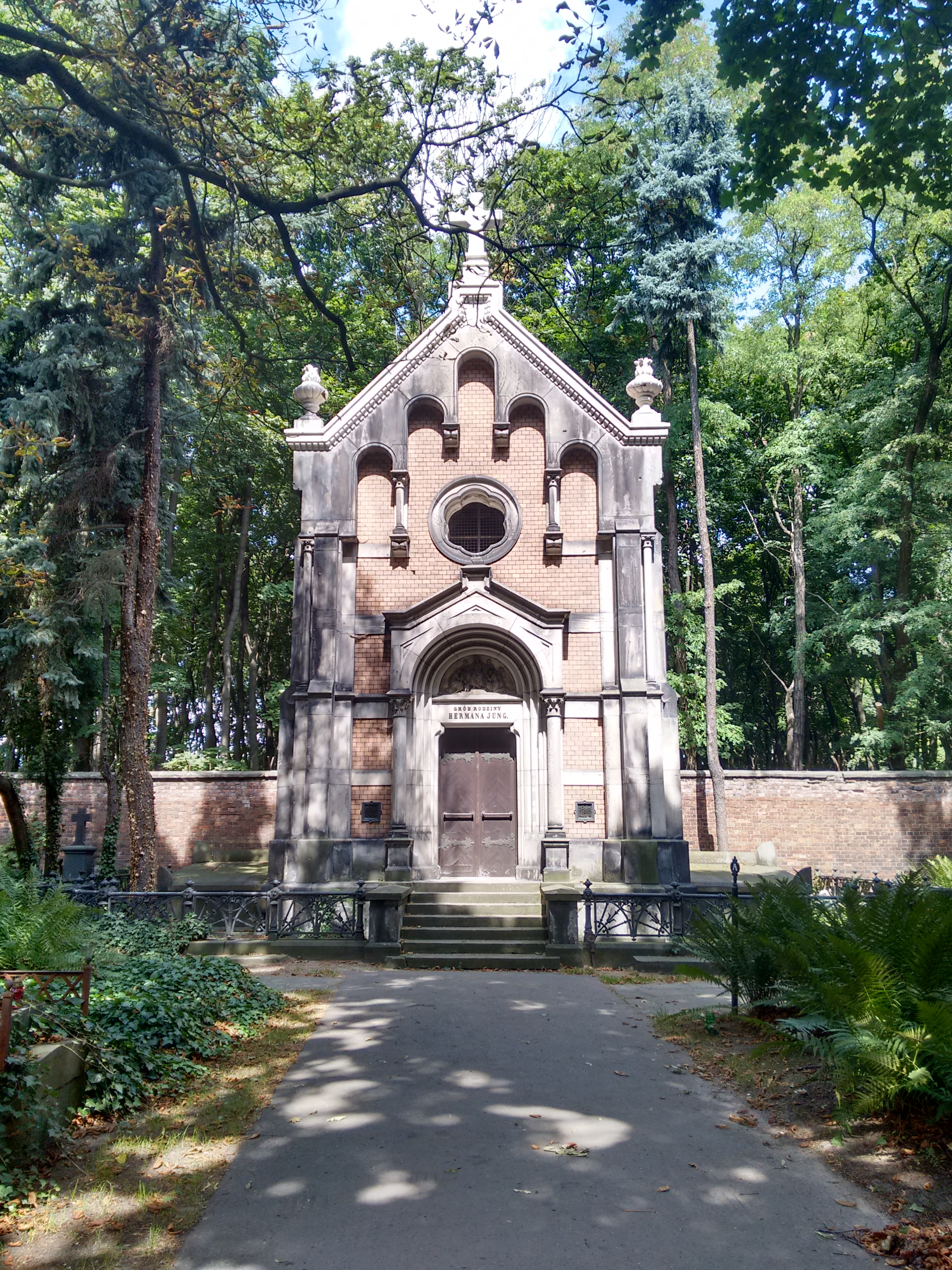
Grabkapelle von Herman Jung auf dem evangelisch-augsburgischen Friedhof in Warschau

### Niedergang
Mit dem Tod Jungs im Jahr 1890 begann der Niedergang des Unternehmens. Die einzelnen Brauereien wurden in den Folgejahren geschlossen, darunter auch die Brauerei an der Waliców-Straße. Einzig die Brauerei am Plac Trzech Krzyży wurde vom Sohn Jungs aus dessen erster Ehe, Seweryn Jung, dauerhaft weitergeführt. Im Jahr 1920 ging Warszawskie Towarzystwo Akcyjne Wyrobu Piwa „Herman Jung” in der Warschauer Großbrauerei Haberbusch i Schiele auf.
Im 20. Jahrhundert dominierte dann Haberbusch und Schiele den Biermarkt in Warschau und im Königreich Polen.

## Waliców-Brauerei
Im Jahr 1854 errichtete Jung auf dem Grundstück zwischen den heutigen Żelazna-, Grzybowska-, Waliców- und Pereca- (früher: Ceglana) Straßen eine große Brauerei. Nach dem Tod Jungs fiel die Brauerei an die Bank Handlowy in Warschau; die Brauerei wurde liquidiert und danach die Gebäude an verschiedene Unternehmen vermietet. Seit 1897 betrieb eine Limonaden- und Sodawasserfabrik (Wytwórnia lemoniady i wody sodowej A. Domańskiego) hier ihre Produktion.
Während des Besetzung Warschaus im Zweiten Weltkrieg wurde die Mauer der Fabrik entlang der Waliców-Straße zu einer Grenzmauer des Ghettos; die Fabrik selbst lag außerhalb des Ghettos.
Nach dem Krieg wurden einige Gebäude in der Grzybowska-Straße von der Lederwarengenossenschaft „Rozwój“ genutzt, das restliche Gelände verwaltete die Industriearbeitergenossenschaft „Okęcie“. Ende der 1980er Jahre ging das Gelände – neben weiteren benachbarten Grundstücken – in den Besitz der polnischen Münzprägeanstalt Mennica Polska über, die begann, die historischen Brauereigebäude abzureißen, um Platz für ihren Hauptsitz zu schaffen. Nach Beginn der Abrissarbeiten intervenierten Anwohner und Denkmalschutzbehörde. So konnten Teile der alten Brauerei erhalten bleiben: das Verwaltungsgebäude, die Mauer entlang der Waliców-Straße sowie ein Brauereikeller. Der Eintrag im Denkmalregister benennt den historischen Wert des Anlage und die Verbindung mit dem „Martyrium“ der Warschauer Bevölkerung während des Zweiten Weltkriegs.

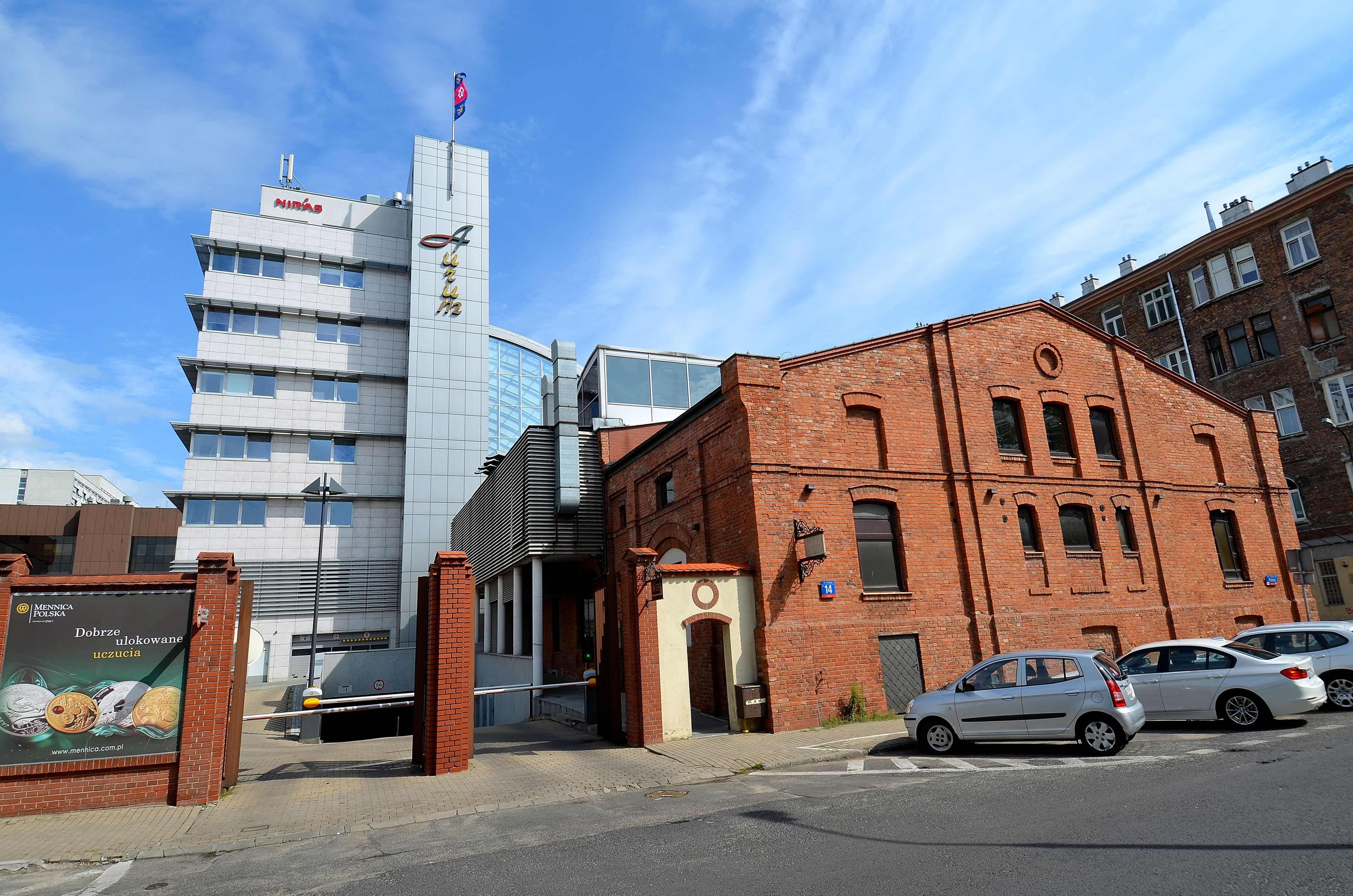
Das 2016 abgerissene Aurum-Bürogebäude

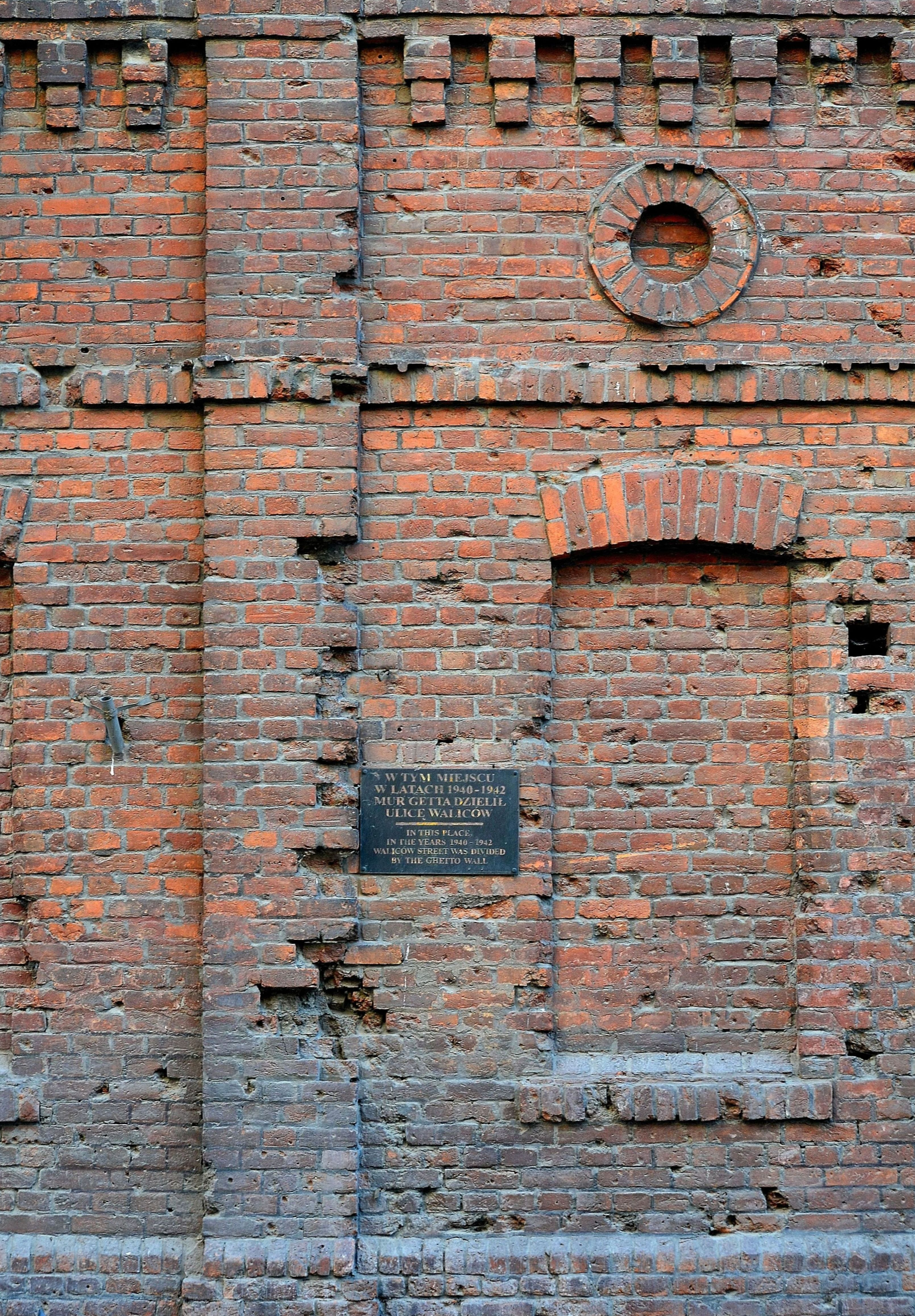
Erinnerungstafel zum Warschauer Ghetto an der Mauer der Jung-Brauerei in der Warschauer Waliców-Straße, 2012

Auf dem Grundstück errichtete Mennica Polska SA Ende der 1990er Jahre das Bürogebäude „Aurum“. Dieses siebengeschossige Bürogebäude war unter Leitung von Rudolf Urbańczyk von den Architekten Tomasz Wekka, Leszek und Marek Czapliński entworfen worden. Die denkmalgeschützten Gebäude bzw. Gebäudeteile wurden unter öffentlicher Kritik in das moderne Bürogebäude integriert. Im Aurum-Gebäude wurde u. a. das brasilianische Restaurant „Landa“ und der „Club 70“ betrieben. Hier befand sich auch das  Numismatische Kabinett der polnischen Münze.

### 20. Jahrhundert
Nachdem bereits ab dem Jahr 2014 mit der Vorbereitung zum Bau des Mennica Legacy Towers die Umgestaltung und Neubebauung der Mennica Polska-Flächen in der Gegend begonnen wurde, kam es ab 2016 auch zu Baumaßnahmen auf dem ehemaligen Brauerei-Gelände. Die bisher auf dem Straßenblock zwischen den Straßen Żelazna, Grzybowska, Waliców und Pereca stehende Bebauung wurde schrittweise abgerissen, dazu gehörte auch das Aurum-Gebäude. Es entstand eine Wohnsiedlung; das ehemalige Verwaltungsgebäude und das erhaltene Mauerfragment wurden oin die Anlage integriert.

### Architektur
Von den Brauereigebäuden aus dem Jahr 1854 sind ein Verwaltungsgebäude aus Ziegelstein, die Ziegelmauer entlang der Waliców-Straße und der Brauereikeller erhalten.
Das zweigeschossige Verwaltungsgebäude ist auf rechteckigem Grundriss aus Keramikziegeln errichtet und mit Ziegeln verblendet. Das hohe Kellergeschoss verfügt über ein Tonnengewölbe. Das satteldachgedeckte Gebäude mit erhaltenen Stahl-Keramik-Decken ist an der Giebelfassade fünfachsig mit dreiachsigen Lisenen gegliedert. Die Dekoration besteht aus profiliertem Gesims, gemauerten Segmentbögen bei den Fenstern, im Giebel mittig ein Okulus in profiliertem Rahmen, Seitenrisaliten und Kranzgesimsen.
Die Mauer entlang der Waliców-Straße besteht aus Ziegeln und ist ebenfalls mit Gesimsen und Lisenen reich gegliedert und verfügt stellenweise über sekundär durchbrochene rechteckige Fensteröffnungen, Oculi über den Nischen sowie Einschusslöchern an der Wand, deren Erhalt von der Denkmalschutzbehörde vorgeschrieben ist. An dieser Mauer – eine der wenigen noch erhaltenen Fragmente der Ghettobegrenzung – erinnert eine Gedenktafel an den Verlauf der Ghettogrenze. Die zunächst aus Zinn bestehende Tafel wurde im Mai 2000 durch eine aus Bronze ersetzt.